# Exocentrus taniguchii
Exocentrus taniguchii là một loài bọ cánh cứng trong họ Cerambycidae.